# رومان مايس
رومان مايس (مواليد 10 أغسطس 1912 - الوفاة 22 فبراير 1983) كان دراج بلجيكي في صنف سباق الدراجات على الطريق.

## سباقات أو مراحل فاز بها
- طواف فرنسا

## روابط خارجية
- رومان مايس على موقع أرشيف الدراجات (الإنجليزية)
- رومان مايس على موقع إحصائيات الدراجات الإحترافية (الإنجليزية)
- رومان مايس على موقع CycleBase (الإنجليزية)